# Královice (okres Kladno)
Obec Královice se nachází 4 km ssz. od Slaného v okrese Kladno, kraj Středočeský. Vsí protéká Bakovský potok. Žije zde 278 obyvatel.

## Historie
První písemná zmínka o obci pochází z roku 1382.

### Územněsprávní začlenění
Dějiny územněsprávního začleňování zahrnují období od roku 1850 do současnosti. V chronologickém přehledu je uvedena územně administrativní příslušnost obce v roce, kdy ke změně došlo:
- 1850 země česká, kraj Praha, politický i soudní okres Slaný[4]
- 1855 země česká, kraj Praha, soudní okres Slaný[4]
- 1868 země česká, politický i soudní okres Slaný[4]
- 1939 země česká, Oberlandrat Kladno, politický i soudní okres Slaný[5]
- 1942 země česká, Oberlandrat Praha, politický i soudní okres Slaný[6]
- 1945 země česká, správní i soudní okres Slaný[7]
- 1949 Pražský kraj, okres Slaný[8]
- 1960 Středočeský kraj, okres Kladno[9]

### Rok 1932
V obci Královice (přísl.Lužecký Mlýn, 295 obyvatel) byly v roce 1932 evidovány tyto živnosti a obchody: obchodník s dobytkem, družstvo pro rozvod elektrické energie v Královicích, 2 hostince, kolář, konsum Včela, 2 kováři, 2 mlýny, 5 rolníků, řezník, obchod se smíšeným zbožím, trafika.

## Pamětihodnosti
- Most přes Bakovský potok se sochami svatého Jana Nepomuckého a svatého Václava – vše z poslední čtvrtiny 19. století[11]
- Kaple na návsi – ze druhé poloviny 18. století
- Sýpka u čp. 7

## Významní rodáci
- Josef Hlaváček (1831–1911), purkmistr města Slaný, později starosta slanského politického okresu[12]

## Doprava
- Silniční doprava – Do obce vedou silnice III. třídy.

- Železniční doprava – Obec Královice leží na železniční trati 110 z Kralup nad Vltavou a Slaného do Loun. Jedná se o jednokolejnou celostátní trať, doprava byla v úseku Podlešín - Louny zahájena v roce 1873. Přepravní zatížení trati mezi Slaným a Louny v pracovních dnech roku 2011 bylo obousměrně 1 spěšný a 10 osobních vlaků.[13] Na území obce leží mezilehlá mezilehlá železniční zastávka Královice u Zlonic.

- Autobusová doprava – V obci zastavovaly v červnu 2011 autobusové linky jedoucí do těchto cílů: Mšec, Panenský Týnec, Praha, Slaný, Vraný (dopravce ČSAD Slaný, a.s.).[14]